# Romolo Murri

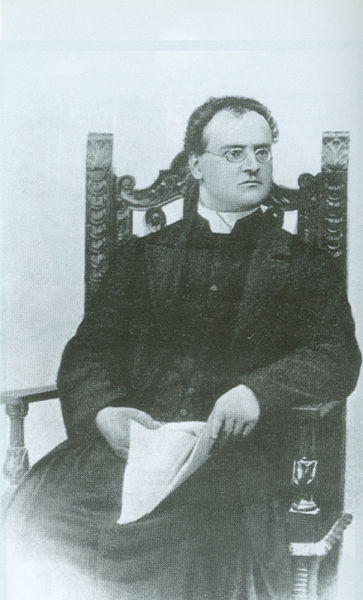
Romolo Murri

Romolo Murri (* 27. August 1870 in Monte San Pietrangeli bei Ancona, Italien; † 12. März 1944 in Rom) war ein katholischer Theologe und wurde dem katholischen Modernismus in Italien zugeordnet, er war auch Publizist und Politiker.

## Leben
Er studierte 1893 an der Päpstlichen Gregorianischen Universität in Rom Theologie und war Schüler von Antonio Labriola, von dem er die sozialistischen Ideen übernahm. Nach seiner Exkommunikation heiratete er 1912 und lebte in den folgenden 30 Jahren als freier Journalist und Schriftsteller.

## Die modernistische Bewegung
Murri gehörte einer Modernistenbewegung an, die eine Änderung der Verhältnisse von Staat und Kirche, aber auch eine Wiederbelebung christlicher Werte in der Gesellschaft forderte. Diese moderne Ausrichtung führte zum Konflikt mit dem amtlich-kirchlichen Lehramt, denn er forderte nicht nur vom Staat verbesserte Bedingungen, sondern verfolgte auch die demokratische Veränderung innerhalb der Kirche. Er forderte eine kirchliche Hierarchie, welche unabhängige Laienarbeit (vergl. Katholische Aktion) erlaube, auf dem gesellschaftlichen Sektor eigenverantwortlich zu arbeiten und welche zum Klerus unterschiedliche Aufgaben erfüllen solle. Mit Kardinal  Antonio Agliardi, der als Nuntius in Österreich eingesetzt war, fand er einen Befürworter der christlichen Demokratie, der Kardinal unterstützte ebenfalls die Sozialistischen Parteien in Österreich und Deutschland.

### Katholizismus und Sozialismus
Seine Forderungen liefen darauf hinaus, die Durchlässigkeit von Katholizismus und Sozialismus zu erlauben, was aber auf Gegenseitigkeit beruhen sollte. Hiermit verband Murri den Gedanken, dass sich der Sozialismus mit den Wertvorstellungen des Katholizismus in Verbindung bringen ließe, wovon er sich eine Abkehr des Sozialismus von seiner atheistischen Tendenz versprach, aber auch eine Ebnung zu sozialpolitischen Verhältnissen, die für die Katholische Aktion unterstützend sein könnten.

## Der Publizist und Politiker
Murri hatte alsbald erkannt, dass er seine Idee einer christlichen Demokratie, wenn sie bekannt werden sollte, veröffentlichen musste. Er gründete die Zeitschriften Vita Nuova und Cultura Sociale und erklärte in vielen Artikel, wie man den demokratischen Durchbruch erreichen könne. Am 2. Juli 1904 verfügte Papst Pius X. die Auflösung der Opera dei congressi, deren Führung mittlerweile auf Romolo Murri übergegangen war. Dieses hatte zur Folge, dass Murri 1905 die erste konfessionelle Partei Lega democratica nazionale gründete. Der Beitritt wurde allen Priestern unter Strafe der Suspendierung und den Priesteramtskandidaten unter Ausschluss von den Priesterweihen verboten.

### Suspendierung und Exkommunikation
In der Enzyklika Pieni l’animo (1906) hatte Papst Pius X. die Anhänger des Modernismus verurteilt und forderte die Einstellung aller ihrer Tätigkeiten, besonders die des Klerus und in den Priesterseminaren. Am 15. April 1907 wurde Romolo Murri suspendiert – er war zwar für gewisse Zugeständnisse offen, wollte aber nicht komplett von seinen Überlegungen abrücken. Daraufhin erfolgte am 19. März 1909 seine Exkommunikation.

### Politiker und Abgeordneter
1909 ließ er sich als Abgeordneter in das italienische Parlament wählen und schloss sich der Linken Fraktion an. Er war ein vorzüglicher Publizist und verfolgte mit großem Eifer weiterhin die Aussöhnung zwischen Kirche und modernem Staat, des Weiteren forderte Murri die Erweiterung eines demokratischen Stils in der Kirche.

## Werke (Auswahl)
- Kämpfe von heute (Battaglie d’oggi). Diederichs, Jena
  - 1. Das christliche Leben zu Beginn des zwanzigsten Jahrhunderts (La vita christiana al principio del secolo XX). 1910

(das Original Battaglie d’oggi umfasst vier Bände, in deutscher Übersetzung aber nicht mehr erschienen)
- Von der Religion, der Kirche und dem Staat (Della religione, della chiesa e dello stato). 1910.
- Kirche und Demokratie oder Der politische Modernismus. In: Paul Sabatier, Romolo Murri, Alfred Lilley, Philipp Funk: Der Modernismus. Vier Vorträge auf dem 5. Weltkongreß für freies Christentum und religiösen Fortschritt, Berlin 1910. Protestantischer Schriftenvertrieb, Berlin 1911